# Daniel Mannix
Daniel Mannix (ur. 4 marca 1864 w Charleville, Irlandia, zm. 6 listopada 1963 w Melbourne) – irlandzki duchowny rzymskokatolicki, arcybiskup koadiutor Melbourne w latach 1912–1917, arcybiskup metropolita Melbourne w latach 1917–1963. Znany też z długowieczności.

## Życiorys
Był synem rolnika. Ukończył seminarium w Maynooth i otrzymał święcenia kapłańskie 8 czerwca 1890. Pracował w kraju do czasu kiedy 1 lipca 1912 został nominowany koadiutorem arcybiskupa Melbourne. Sakry udzielił prymas Irlandii kardynał Michael Logue. Wyjechał następnie do dalekiej Australii, by osiąść w największym skupisku irlandzkiej emigracji. Kościół w tym rozległym kraju był niemal wyłącznie pod władzą jego rodaków. Sukcesję i rządy w archidiecezji objął 6 maja 1917 i na urzędzie pozostał aż do śmierci, czyli przez 46 lat. Niemal półwieczne rządy w Melbourne sprawiły, iż do dziś jest uważany za jedną z najbardziej wpływowych postaci XX-wiecznej Australii. Jego zbytnie zaangażowanie w politykę sprawiło, iż był w konflikcie z głową australijskiego Kościoła, kardynałem Normanem Gilroyem – który był przeciwnikiem mieszania się duchownych w sprawy świeckie.
Do końca życia zachował sprawność umysłu i ciała, dlatego mimo ponad 90 lat nadal sprawował swój urząd, ale został już wtedy odsunięty w cień i nie był centralną postacią w życiu Melbourne. Zmarł nagle, kiedy diecezja przygotowywała się już do obchodów jego setnych urodzin (zabrakło 4 miesięcy). Pochowany został w archikatedrze św. Patryka w Melbourne.